# دینکردنامه
دینکردنامه کتابی‌ است منظوم دربردارندهٔ داستان‌های سنتی زرتشتی. این کتاب نوشتهٔ کسی از پارسیان هند بوده‌ است و نسخه‌ای از آن بدون تاریخ نشر در بمبئی به چاپ رسیده است. هاشم رضی تاریخ چاپ آن را ۱۶۰ تا ۱۸۰ سال پیش می‌پندارد.
در این کتاب ۵۲ تصویر رنگی موجود است که اشاره به معراج ارداویراف -و آنچه بر روان مردگان در جهان پس از مرگ می‌گذرد و او دید- دارد

## نمونه‌ای از نظم کتاب
| زراتشت پرسید ای غیب‌دان     |  | بزرگ و توانا و هم رازدان  |
| به من برگشا رازِ آن رَشن را  |  | که اندر چه کارست آن رهنما |
| جوابش چنین داد یزدان بدو   |  | که بشنو تو زرتشت پاک اشو  |
| سپردم من کار با رشنِ داد    |  | که بر راستی کوشد کارِ داد  |
| بوَد معتمل او به البرزکوه   |  | ابا جمله امشاسفندان‌گروه   |
| چو خورشید و مهر و سروشِ اشو |  | ز اشتادِ پاکیزه و نیک‌خو    |

## منبع
- هاشم رضی، متون شرقی و سنتی زرتشتی، جلد دوم، نشر بهجت، شابک ‎۹۶۴−۶۶۷۱−۶۴−۰